# Kopnica
Kopnica (do 1945 niem. Köpnitz) – wieś w Polsce położona w województwie zachodniopomorskim, w powiecie sławieńskim, w gminie Darłowo przy drodze wojewódzkiej nr 203.
Według danych z 28 września 2009 roku wieś miała 119 stałych mieszkańców.
W latach 1954–1959 wieś należała i była siedzibą władz gromady Kopnica, po jej zniesieniu w gromadzie Darłowo. W latach 1975–1998 miejscowość położona była w województwie koszalińskim.